# Kanton Nice-9
Nice-9 is een kanton van het Franse departement Alpes-Maritimes. Het kanton maakt deel uit van het arrondissement Nice.
Het kanton omvat uitsluitend een deel van de gemeente Nice.

Door de herindeling van de kantons bij decreet van 24 februari 2014, met uitwerking op 22 maart 2015 werd het kanton aangepast. Het omvat een oostelijk deel van Nice.